# Run with U
Run with U är en låt framförd av den azerbajdzjanska rockgruppen Mamagama. Låten, som är skriven av Hasan Heydar, Roman Zee och Safael Mishiyev, representerade Azerbajdzjan i Eurovision Song Contest 2025 i Basel i Schweiz, men gick inte vidare till final.